# 飯田 (さいたま市)
飯田（いいだ）は、埼玉県さいたま市西区の大字。郵便番号は331-0058。

## 地理
さいたま市西区南部の古入間川が乱流して作り出した沖積平野（荒川低地）上に位置する。地区の中央部の県道56号沿いには自然堤防による微高地が見られ、古くからの民家も少なくない。地区北部を新川が東西に流れ、流域に水田も見られる。東側から南側にかけて中野林に、西側で二ツ宮に、北側で佐知川や水判土に隣接する。地内の南部に大字中野林のごく小さな飛地がある。また、地区の北方、さいたま市立栄小学校周辺に大字飯田の飛び地が存在する。土地利用としては住宅地などと農地が混在する。なお、かつての飯田村の農民が開発した飯田新田は飯田からは離れており、明治の大合併でも馬宮村に編入されている。かつてはびん沼川が荒川本流であり、地続きであったが、現在は荒川の新流路が開削され、治水橋でのみ往来が可能である。

## 歴史
もとは江戸期より存在した武蔵国足立郡植田谷領に属する飯田村であった。
飯田村の区域が現在の大字飯田となっている。地区中央を川越道が東西に通り、岩槻と川越を結んでいた。
村高は『武蔵田園簿』では250石余（田25町余、畑12町余）で他に野銭永10貫余、「元禄郷帳」では247石余で以降は増減なし。助郷は中山道大宮宿に出役していたが、正徳・安永年間は日光御成街道大門宿にも当分助郷を負担していた。化政期の戸数は28軒で、村の規模は東西7町、南北4町余であった。地名は諸説あり、説のひとつとして労働交換の功労者であるイイダ氏の田の意によるものがある。
- 初めは幕府領、1613年（慶長18年）より知行は旗本伊奈氏[6]。なお、検地は慶長年間に実施。
- 1828年（文政11年）より大宮宿寄場55か村組合に所属していた[6]。
- 幕末の時点では足立郡に属し、明治初年の『旧高旧領取調帳』の記載によると、伊奈兵庫の知行[注釈 2]。
- 1869年（明治2年）12月2日 - 旗本領が上知され、浦和県の管轄となる（府藩県三治制も参照）。
- 1871年（明治4年）11月13日 - 第1次府県統合により埼玉県の管轄となる。
- 1879年（明治12年）3月17日 - 郡区町村編制法により成立した北足立郡に属す。郡役所は浦和宿に設置。
- 1889年（明治22年）4月1日 - 町村制施行に伴い、植田谷本村・水判土村・佐知川村・中野林村・飯田村・三条町村・島根村が合併し、植水村が成立する[8]。飯田村は植水村の大字飯田となる。
- 1933年（昭和8年）6月12日 - 植水郵便取扱所が開局する[9][6]。 1941年（昭和16年）に植水郵便局になる。
- 1955年（昭和30年）1月1日 - 指扇村・馬宮村・植水村・片柳村・七里村・春岡村が大宮市に編入合併され[10]、大宮市の大字となる。
- 1974年（昭和49年）2月2日 - 地内に大宮市立栄小学校（現・さいたま市立栄小学校）の校舎が落成する。なお、開校は前年4月1日で、地区西方の西遊馬にある馬宮東小学校の校舎を借用していた[11]。
- 1984年（昭和59年）6月1日 - 住居表示実施により[12]、大字指扇・大字西遊馬・大字土屋・大字二ツ宮・大字飯田・大字佐知川の各一部からプラザが成立[13]。
- 2001年（平成13年）5月1日 - 浦和市・大宮市・与野市が合併し、さいたま市が発足。同市の大字となる。
- 2003年（平成15年）4月1日 - さいたま市が政令指定都市に移行し、同市西区の大字となる。

### 飯田村に存在していた小字
- 屋敷[14]
- 裏
- 観音前
- 前田
- 新田
- 久保田
- 宮山
- 宮下
- 佐知川前
- 井苅
- 鍛冶町
- 塚田
- 井戸尻

## 世帯数と人口
2019年（平成31年）1月1日時点の世帯数と人口は以下の通りである。
| 大字 | 世帯数  | 人口    |
| ---- | ------- | ------- |
| 飯田 | 441世帯 | 1,086人 |

## 小・中学校の学区
市立小・中学校に通う場合、学区（校区）は以下の通りとなる。
| 大字 | 区域                           | 小学校                 | 中学校                 |
| ---- | ------------------------------ | ---------------------- | ---------------------- |
| 飯田 | 下記の地番を除く区域           | さいたま市立植水小学校 |                        |
| 飯田 | 711 - 793、807、810、815 - 828 | さいたま市立栄小学校   |                        |
| 飯田 | 下記の地番を除く区域           |                        | さいたま市立植水中学校 |
| 飯田 | 711 - 828                      | さいたま市立馬宮中学校 |                        |

## 交通

### 鉄道
- 地区内に鉄道は敷設されていない。最寄り駅としては西大宮駅などがあるが[16]徒歩圏ではない。

### 道路
- 埼玉県道56号さいたまふじみ野所沢線
- 埼玉県道57号さいたま鴻巣線

### バス
大宮駅西口方面からの路線バスが運行されている。
西武バス大宮営業所
地区内は「足立神社」、「飯田宿」、「中郷」停留所が設置されている。
さいたま市コミュニティバス
地区内はさいたま市民医療センターから川越線指扇駅を経由して同線西大宮駅に至る「西区コミュニティバス」のが通り、「飯田自治会館」、「飯田宿」停留所が設置されている。

## 施設
- さいたま市立栄小学校 - 飛地に所在
- 植水郵便局
- 足立神社
- 飯田自治会館
- 光善寺観音堂